# Emirados Árabes Unidos nos Jogos Olímpicos de Verão de 1984
Os Emirados Árabes Unidos competiu nos Jogos Olímpicos de Verão de 1984, realizados em Los Angeles, Estados Unidos.